# 环拉酸
环拉酸（也称作环己基氨基磺酸，Cyclohexylsulfamic acid）是一种带有氮硫键的有机化合物，分子式C6H13NO3S，E编码："E952"，甜蜜素是其钠盐，可作为糖替代品。